# Pierre-Joseph Bazin
Pour les articles homonymes, voir Bazin.
Pierre-Joseph Bazin, né à Paris le 29 août 1797 et mort à Paris 14e le 28 mai 1866, est un peintre, graveur et lithographe français.
Il est le frère aîné de Charles-Louis Bazin, également peintre et graveur.